# Жахлива пастка
«Жахлива пастка» (англ. Terror Trap) — американський трилер 2010 року.

## Сюжет
Молода пара Дон та Ненсі, мають труднощі в шлюбі. Ледь не потрапивши в аварію, вони здійснюють вимушену зупинку на узбіччі невеликого містечка. Непривітний шериф повідомляє, що до ранку їх автомобіль відремонтувати ніхто не зможе. Влаштувавшись в зубожілому мотелі вони і не підозрюють, що ця ніч може стати останньою в їхньому житті.

## У ролях
- Девід Джеймс Елліотт — Дон
- Гезер Марі Марсден — Ненсі
- Майкл Медсен — Картер
- Джефф Фейгі — Клівленд
- Лесі Мінчью — Сідней
- Ендрю Сенсеніг — Йонас Раджинг
- Метт Триплетт — вбивця зі шрамом
- Марк Де Алессандро — вбивця 2
- Денні Космо — поранений вбивця
- Білл Мартін Вільямс — проповідник
- Вейн Дуглас Морган — поліцейський
- Дейл Біслі — виконавчий
- Джеррі Лі Лейтон — водій вантажівки
- Расті Теннант — водій вантажівки
- Стів Петі — пожежник
- Джуді Гендерсон — мати Сіднея
- Річард Зерінге — Фредді Санчес
- Лоуренс Тернер — Кайдо
- Джек Радоста — водій вантажівки / вбивця